# Cooking Channel (Canada)
Cooking Channel est une chaîne de télévision canadienne spécialisée de catégorie B en langue anglaise appartenant à Corus Entertainment dédiée aux émissions culinaires.

## Historique
Après avoir obtenu une licence auprès du CRTC en juin 2001 pour le service Relationship Television « consacré aux thèmes de l'amour, du romantisme, du mariage, de la sexualité, des stéréotypes sexuels, de la planification des naissances et de la rupture », CHUM Limited a lancé le service SexTV: The Channel le 7 septembre 2001, dérivé de l'émission SexTV produite par sa chaîne principale, Citytv. Elle proposait durant la journée des émissions sur l'amour, la romance, les relations, et des séries. Le soir, des émissions sur le sexe, la sexualité, et de divertissement. La nuit, elle proposait des films softcore sous la bannière Baby Blue Movies.
CTVglobemedia a fait l'acquisition de SexTV lors de son achat de CHUM Limited le 22 juin 2007. La programmation originale a cessé et a été remplacée par des rediffusions.
En 2009, Corus Entertainment a fait l'acquisition de la chaîne, et l'a relancée sous le nom de W Movies le 1er mars 2010, devenant une station-sœur de W Network ne présentant que des films. Un peu comme MovieTime, elle propose en moyenne trois ou quatre films par jour diffusés deux fois ainsi que des émissions de remplissage canadiennes.
La version haute définition de la chaîne a été lancée le 2 décembre 2011.
En octobre 2016, Corus annonce que la chaîne changera de nom et de vocation pour la version canadienne de Cooking Channel (en) à partir du 12 décembre 2016.

### Rogers Média
En juin 2024, Warner Bros. Discovery met fin à son entente commerciale avec Corus pour la fin 2024, ayant signé un contrat lucratif avec Rogers. Corus décide de discontinuer la chaîne le 31 décembre 2024 à 23 h 59. Le 1er janvier 2025, Rogers mettra ensuite les programmes originaux de Cooking Channel en ligne sur le service Citytv+.

## Identité visuelle (logo)

Logo de SexTV: The Channel du 7 septembre 2001 au 1er mars 2010
Logo de W Movies du 1er mars 2010 au 12 décembre 2016